# Spreyton, Tasmanien
Spreyton är en ort i Australien. Den ligger i kommunen Devonport och delstaten Tasmanien, i den sydöstra delen av landet, omkring 200 kilometer nordväst om delstatshuvudstaden Hobart. Antalet invånare är 933.
Närmaste större samhälle är Devonport, nära Spreyton. 
I omgivningarna runt Spreyton växer i huvudsak städsegrön lövskog. Runt Spreyton är det glesbefolkat, med 8 invånare per kvadratkilometer. Genomsnittlig årsnederbörd är 1 607 millimeter. Den regnigaste månaden är augusti, med i genomsnitt 221 mm nederbörd, och den torraste är januari, med 57 mm nederbörd.